# Adis Jašić
Adis Jašić, né le 12 février 2003 à Sankt Veit an der Glan en Autriche, est un footballeur autrichien qui évolue au poste d'arrière droit au Wolfsberger AC.

## Biographie

### En club
Né à Sankt Veit an der Glan en Autriche, Adis Jašić commence le football au FC St. Veit (en), puis est notamment formé par le VST Völkermarkt puis le Wolfsberger AC à partir de 2016. Le 21 avril 2021, il joue son premier match de première division autrichienne face au SK Sturm Graz. Il entre en jeu à la place de Matthäus Taferner et son équipe s'impose par un but à zéro.
Le 7 novembre 2021, Jašić inscrit son premier but en professionnel lors d'une rencontre de championnat face au Rapid Vienne. Il contribue ainsi à la victoire de son équipe par quatre buts à un. Le 30 décembre 2021, il prolonge son contrat avec le Wolfsberger AC jusqu'en juin 2025,. Il marque de nouveau contre le Rapid Vienne lors du dernier match de la saison, le 21 mai 2022, permettant à son équipe de s'imposer par deux buts à un.

### En équipe nationale
Adis Jašić représente l'Autriche en sélection de jeune. Il commence avec les moins de 16 ans et joue au total six matchs avec cette sélection entre 2018 et 2019.
Il joue son premier match avec l'équipe d'Autriche des moins de 17 ans le 8 septembre 2019 contre l'Angleterre. Il entre en jeu et son équipe s'incline par quatre buts à deux.
Le 18 mai 2022, Jašić est retenu avec l'équipe d'Autriche des moins de 19 ans pour participer au championnat d'Europe des moins de 19 ans en 2022.
En septembre 2022, Adis Jašić est appelé pour la première fois avec l'équipe d'Autriche espoirs. Il fait sa première apparition avec les espoirs le 23 septembre 2022, lors d'un match amical contre le Monténégro. Il est titularisé et son équipe s'impose par cinq buts à un.